# Osobnik
Osobnik – jednostkowy organizm, jednostkowy okaz (przedstawiciel) gatunku, żyjący samodzielnie lub w grupie, np. w stadzie bądź kolonii, stanowiący podstawowy element populacji. Ogólnie przyjęto zasadę, że cechą charakterystyczną osobnika jest oddziaływanie na inne osobniki własnego gatunku, inne organizmy oraz środowisko.